# نوال مصطفى
نوال مصطفى (23 نوفمبر 1965 -)، كاتبة وصحفية مصرية بأخبار اليوم وروائية.

## حياتها ودراستها
من مواليد مدينة القاهرة، حاصلة على بكالوريوس إعلام قسم صحافة جامعة القاهرة عام 1978.
حصلت على منحة صحفية لزيارة عدد من أهم الصحف وشبكات التليفزيون الأمريكية في ست ولايات لمدة شهر مقدمة من وكالة الإعلام الأمريكية بالتعاون مع نقابة الصحفيين المصرية عام 1983. حصلت على زمالة سالزبورج سيمينار بعد مشاركتها في الندوة الدولية لمناقشة قضية الإدمان عام 1987. حصلت على منحة دراسية بجامعة بوسطن بالولايات المتحدة الأمريكية لمدة شهرين ونصف لدراسة الصحافة وتكنولوجيا الاتصالات، كما تضمنت المنحة زيارة الجنوب الأمريكي وقضاء أسبوع بجامعة جاكسون بالميسيسيبى عام 1992. حصلت على دبلوم الصحافة من جامعة بوسطن بالولايات المتحدة الأمريكية عام 1993.

## عملها
بدأت حياتها الصحفية في دار أخبار اليوم عام 1980 وتميزت بالخط الإنساني والاجتماعي في كتاباتها الصحفية. نشرت العديد من التحقيقات الخارجية من دول العالم التي زارت الكثير منها سواء في مهمات صحفية أو الحضور أو المشاركة في ندوات ومؤتمرات دولية خاصة بالمرأة أو الأدب. تعلمت من أساتذها الكبار «جلال الدين الحمامصي» و«مصطفى أمين» حيث كان أول كتاب لها عن أستاذها جلال الدين الحمامصي كتبته بعد وفاته وعنوانه «سنوات معه».
صدر لها عدة مجموعات قصصية منها: «مذكرات ضرة» و«الاختيار الصعب» اللذين تحولا إلى مسلسلين تليفزيونين وقريباً سيتحول عملها «طفل في الزنزانة» إلى فيلم سينمائي. هناك عدة أعمال قيد التنفيذ منها: مسلسل «مي زيادة»، ومسلسل «نور مريم».

## الإنتاج الأدبي والثقافي
كان بعد صدور كتابها الأول عن أستاذها جلال الدين الحمامصي "سنوات معه" قامت بكتابة كتاب "رحلة إلى أعماقهم" ويضم عشرة حوارات طويلة مع كبار الكتاب والصحفيين والمفكريين الذين كان لها شرف الإلتقاء بهم وإجراء حوارات معهم. في عام 1992م أصدرت أول مجموعة قصصية لها تحت عنوان "الحياة مرة آخرى" ومن هنا كانت البداية الأدبية ثم تبعها صدور مجموعتها الثانية بعنوان "حنين" ثم "مذكرات ضرة" في عام 1994. صدر لها عدة كتب آخرى منها "نجوم وأفلام" و"رقصة الحب" و"عاشقات خلف الأسوار" و"قصة حياة عاشق الصحافة مصطفى أمين" و"العصافير لا يملكها أحد" و"نزار وقصائد ممنوعة.
اختيرت عضواً برابطة الصحفيات الدولية " The Women’s Edition" من عام 1999 – 2003 وشاركت في عدة ندوات دولية منها:
- ندوة «تمكين المرأة» بكوستاريكا – أمريكا الوسطى عام 1999.
- ندوة «قضية انتشار الإيدز وكيفية مواجهته في القارة الإفريقية» عقدت في دربن بجنوب أفريقيا – يوليو 2000.
- ندوة «شبكات التجارة الدولية غير المشروعة في الأطفال والفتيات» سبتمبر 2001 نيويورك – الولايات المتحدة.
- ندوة «الصحة الإنجابية ومشاكل الشباب» برشلونة – يوليو 2002
- ندوة «الزيادة السكانية والتنمية» كوستاريكا – مايو 2003

شاركت في المؤتمر الدولى للإعلاميات بواشنطن بالولايات المتحدة الأمريكية في موضوع «المرأة في موقع القيادة» مايو 2000. حالياً تكتب مقال أسبوعي ينشر كل يوم أربعاء بجريدة الأخبار تحت اسم «حبر على ورق»
وبجريدة أخبار اليوم باب أسبوعي "رسائل خاصة جداً ينشر صباح كل يوم سبت.

## مؤلفاتها
صدر لها العديد من الكتب منها:
ست مجموعات قصصية أهمها: «الحياة مرة أخرى» عام 1992 – «حنين» 1993 – مذكرات ضرة 1994 – «رقصة الحب» 1995 – «عاشقات خلف الأسوار» 1997 –«العصافير لا يملكها أحد» 1999 وقد تحول بعضها إلى مسلسلات تليفزيونية.
- مواسم القمر.. مجموعة قصصية صدر عن مكتبة الأسرة عام 2001
- نجوم وأقلام.. طبعة ثانية عن مكتبة الأسرة عام 2002.
- أسطورة الإسكندرية.. قصة أشهر مكتبة عرفها العالم (وترجم إلى اللغتين الإنجليزية والفرنسية) صدر عن دار أخبار اليوم في افتتاح مكتبة الإسكندرية عام 2002.
- المتهمة بالحب.. سلسلة إبداع المرأة مكتبة الأسرة عام 2003
- رواية الفخ عام 2005 عن الدار المصرية اللبنانية.
- الوجوه الزائفة عام 2006 عن دار هلا للنشر والتوزيع.
- «الملائكة يحبون أيضا» عام 2006 عن الهيئة العامة للكتاب.
- الوقوع في الحب (كتاب) عام 2007 عن دار نهضة مصر.
- قلوب تحت العشرين في يناير 2008 عن دار نهضة مصر.
- بينظير بوتو .. ابنة القدر في يناير 2008 عن دار نهضة مصر.

صدر لها سلسلة كتب تحت عنوان (مع نوال) عن دار الفاروق في أوائل عام 2009 وهي الأحزان الكبيرة وآباء في قفص الاتهام وفن الحب. كما صدر لها عدة كتب صحفية وسير ذاتية لبعض الرموز الفكرية والأدبية ومنها كتابها عن نزار قباني ومي زيادة.

## المناصب التي حصلت عليها
- عضو اتحاد الكتاب المصري.
- عضو جمعية الكاتبات المصريات.
- عضو نقابة الصحفيين المصرية.
- عضو جمعية كتاب ونقاد السينما.
- عضو رابطة الصحفيات الدوليات Women’s Edition.
- عضو لجنة الثقافة بالمجلس القومي  للمرأة.
- رئيس مجلس إدارة جمعية رعاية أطفال السجينات.
- رئيس مجلس إدارة ورئيس تحرير مجلة عيون المستقبل.

## الجوائز
- جائزة نقابة الصحفيين المصرية عام 1990 في الحوار الصحفي عن الحديث مع بنظير بوتو رئيسة وزراء باكستان السابقة في إسلام أباد (وهي في الحكم)
- جائزة مصطفى وعلي أمين عام 1995 عن أفضل قصة صحفية إنسانية.
- جائزة أفضل كتاب عام 2000 والحصول على تكريم الرئيس محمد حسني مبارك في المعرض الدولي للكتاب في يناير 2001 عن كتابها مي زيادة.. أسطورة الحب والنبوغ "
- جائزة الدولة للتفوق في الآداب عام 2007 عن مجمل أعمالها الأدبية وإسهاماتها الثقافية والإنسانية.
- جائزة الأمير طلال الدولية للقضاء على الفقر لمشروعها مشروع حياة جديدة، والذي فاز بالجائزة المُخصصة لمشاريع الأفراد والتي بلغت قيمتها 100 ألف دولار.[1][2]

## الوصلات الخارجية
- نوال مصطفى  على فيسبوك.
- نوال مصطفى  على فيسبوك.
- مكتبة حنين بجاردن سيتى نوال مصطفى  على فيسبوك.
- موقع جمعية رعاية أطفال السجينات
- موقع مجلة عيون المستقبل